# Xenotrichula micracantha
Xenotrichula micracantha is een buikharige uit de familie Xenotrichulidae. Het dier komt uit het geslacht Xenotrichula. Xenotrichula micracantha werd in 1926 voor het eerst wetenschappelijk beschreven door Remane. 